# 烏茲別克獨立日

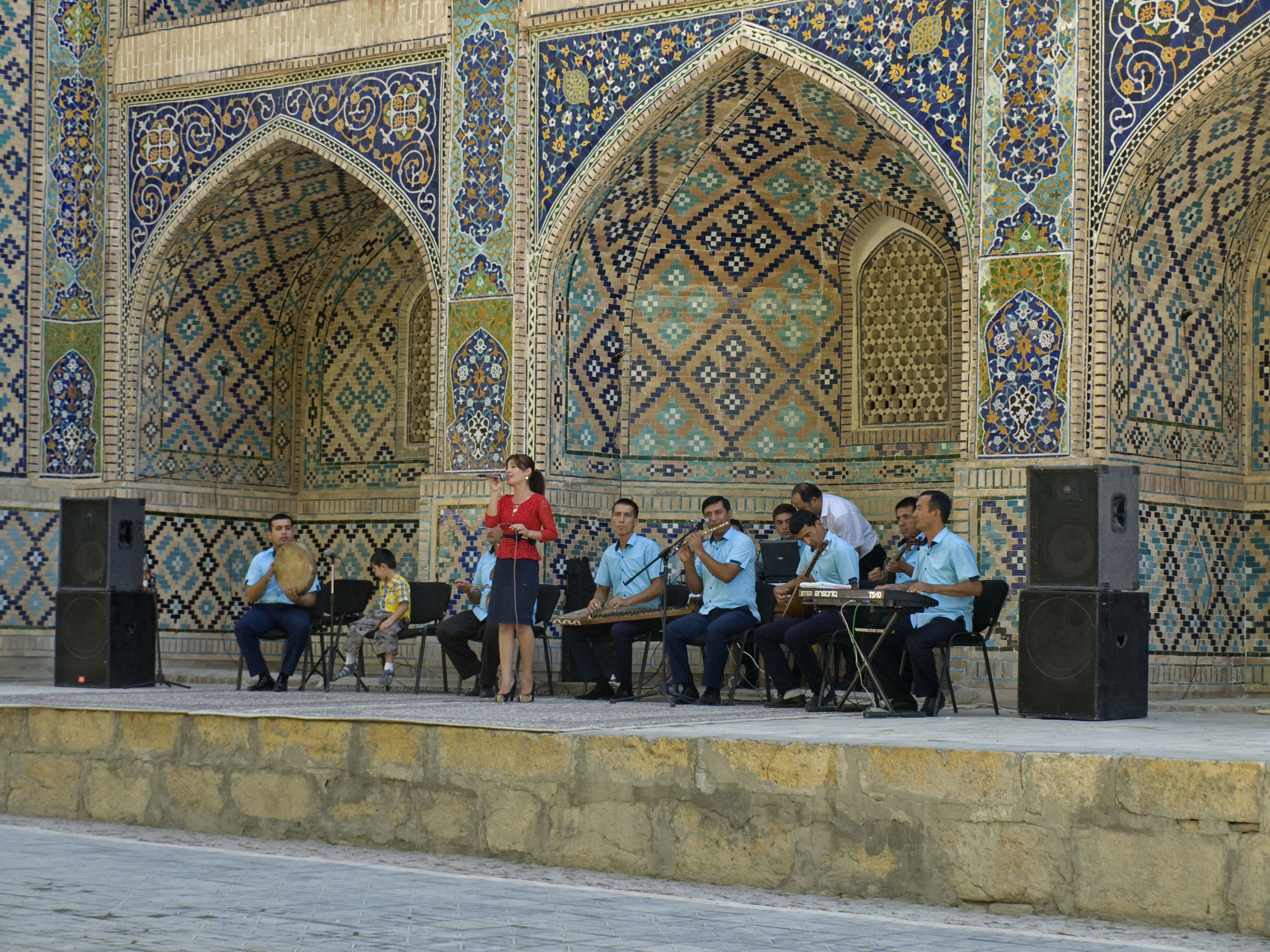
於布哈拉舉行的2015年獨立日音樂演出

獨立日為烏茲別克的國定假日，為每年的9月1日。

## 歷史
1991年，蘇聯莫斯科八月政變失敗。烏茲別克首任總統伊斯蘭·卡里莫夫於1991年8月31日宣告烏茲別克獨立。當日，烏茲別克最高理事會通過「烏茲別克共和國獨立宣言」和「烏茲別克共和國獨立」的相關法律。烏茲別克蘇維埃社會主義共和國改名為烏茲別克共和國。